# バーゼルの誓約
バーゼルの誓約 （バーゼルのせいやく、Compacts of Basel,、Basel Compacts、Compactata,）は、1436年7月5日にバーゼル公会議においてボヘミア・モラヴィアの境に位置するイフラヴァから出席したウトラキスト貴族が批准した合意。フス派の聖餐方式が認められた。バーゼル公会議は1437年1月15日に批准したが、ウトラキストが異端でないと認めたのは12月23日のことであった。